# 知立幹部交番
知立幹部交番（ちりゅうかんぶこうばん）は、愛知県知立市山町にある安城警察署管内の幹部交番。

## 概要
愛知県で5か所ある運転免許関係（更新、記載事項変更）の事務を行なっている幹部交番の一つ。

## 所在地
- 愛知県知立市山町桜馬場29-4

## 管轄区域
- 知立市北部

## 最寄駅
- 名鉄名古屋本線知立駅
- 名鉄三河線三河知立駅